# Pedro de Campolargo

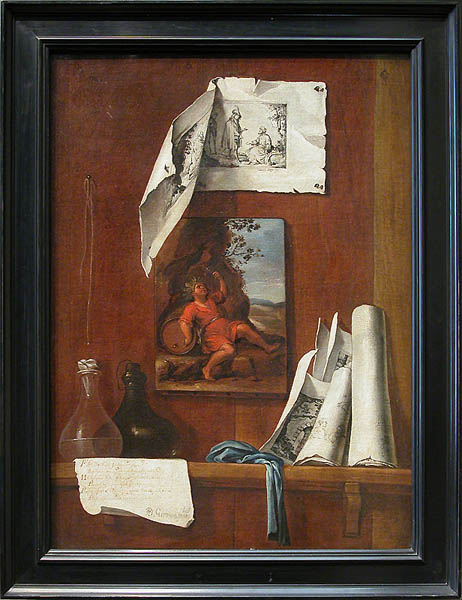
Bernardo Lorente Germán, Trampantojo, óleo sobre lienzo, 69 x 50 cm, Museo del Louvre. Sujeto al muro figura una estampa firmada por Pedro de Campolargo.

Pedro de Campolargo (Amberes c. 1605-Sevilla, 1675) fue un pintor y grabador flamenco activo en Sevilla. 
Consta su presencia en Sevilla en noviembre de 1640, cuando en la parroquia del Sagrario de la catedral de Sevilla bautizó a un hijo habido con su esposa, Ángela Adriaensens. Años después, en octubre de 1651, se examinó del «arte de pintor de imaginería en lámina» ante Sebastián de Llanos y Valdés y Juan Fajardo. Pedro de Campolargo, vecino de Sevilla en la parroquia de la Magdalena, declaraba en el oficio correspondiente que era de «nación flamenco y de edad de 46 años poco más o menos». 
En 1660 recibió a un aprendiz llamado Bartolomé Díaz y desde esa fecha y hasta 1663 figura entre los miembros de la academia sevillana de dibujo promovida por Murillo. Se le documenta en 1671 trabajando en el Triunfo alzado en la catedral con ocasión de las fiestas por la canonización de san Fernando, cobrando 1800 reales por las estampas que hizo. 
Dictó su testamento el 25 de mayo de 1675 y debió de fallecer poco después, tras hacer declaración de pobre en junio. Dejaba un hijo de su mismo nombre al que los documentos mencionan también como pintor.
De su obra solo se conocen una serie de grabados de paisajes hechos sobre dibujos de un desconocido Pedro Rodríguez y una estampa de la Inmaculada en guirnalda de flores para servir de portada a un impreso de cuatro páginas titulado Forma del voto y juramento que la imperial hermandad de la Pura y Limpia Concepción de la Virgen Señora, concebida sin mancha de pecado original, haze a quatro de iulio (...) deste presente año de 1653, en el convento de Regina Angelorum de Sevilla.